# Ben Rose House
Ben Rose House è un edificio progettato dall'architetto A. James Speyer, allievo di Mies van der Rohe.
Questo edificio in stile moderno fu costruito nel 1953 nel sobborgo di Chicago di Highland Park, nello stato dell'Illinois.
Nel 1974 venne progettato un padiglione adiacente come una vetrina al cui interno sono presenti auto sportive europee, specialmente Ferrari. Il padiglione comprende anche una cucina e un bagno.
Nel 1985 la casa fu scelta dal regista John Hughes per l'utilizzo del film Una pazza giornata di vacanza.
L'edificio è stato valutato a 2,3 milioni di dollari nel 2009.

## Galleria d'immagini

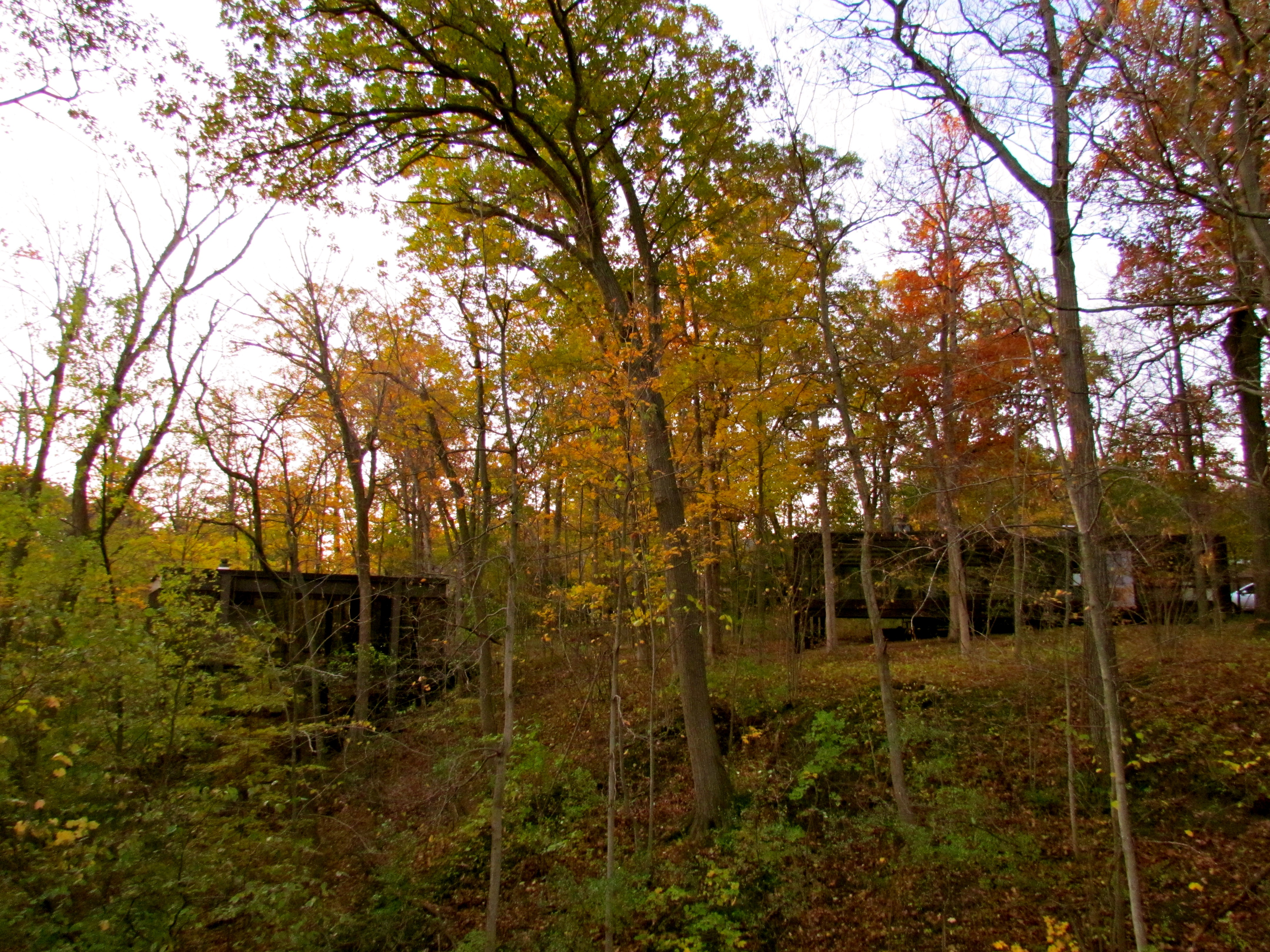
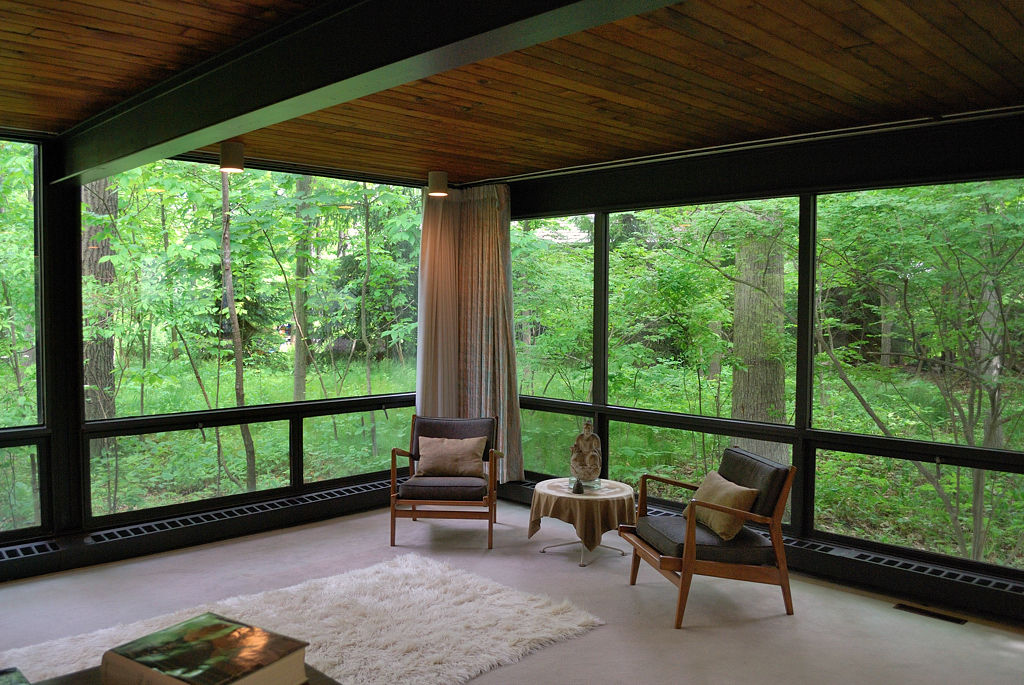
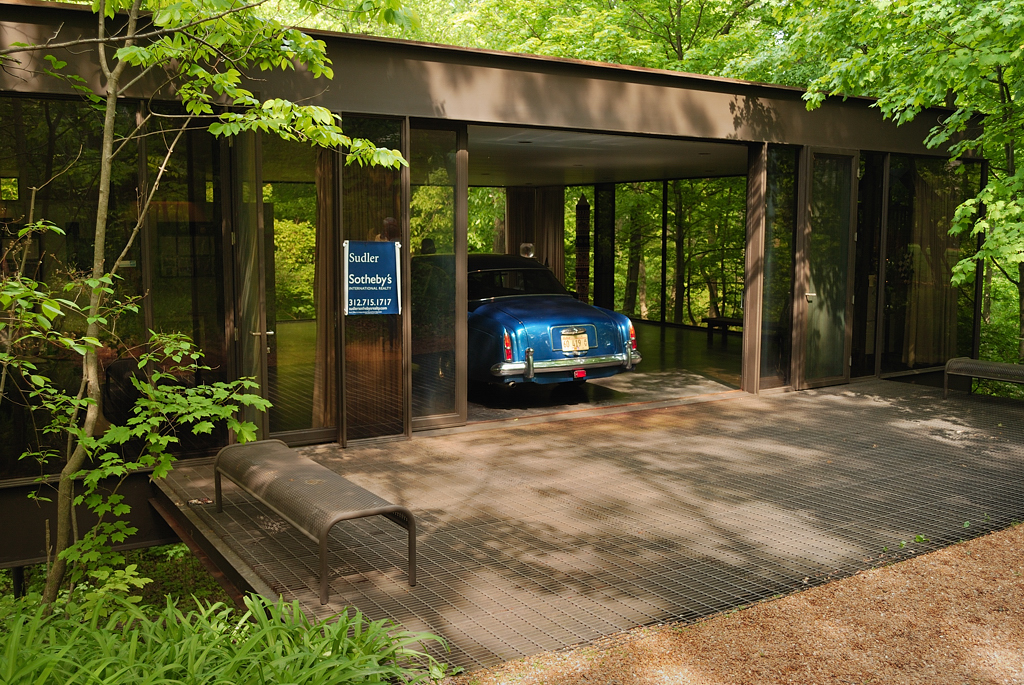
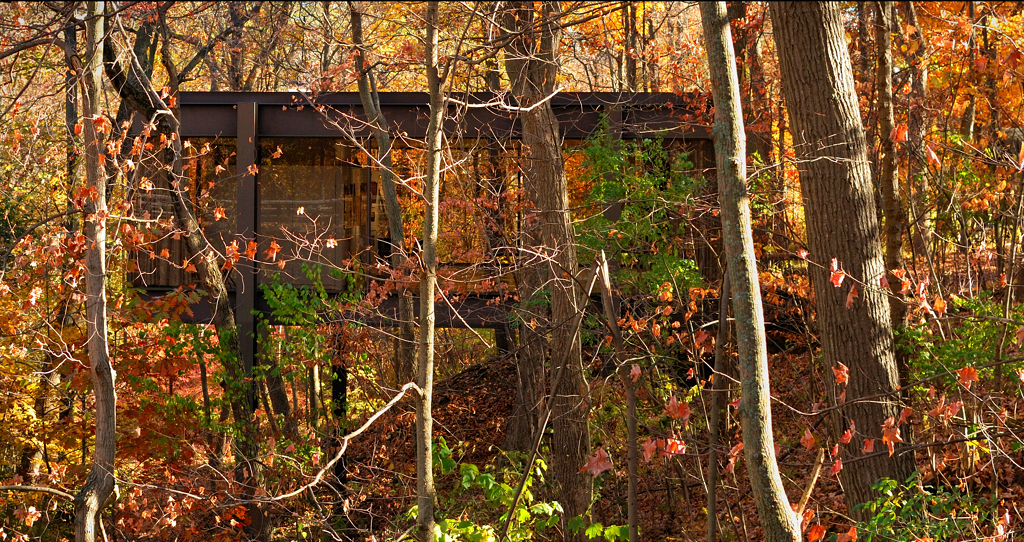